# Nuri Mustafi
Nuri Mustafi, född 16 mars 1983, är en makedonsk före detta fotbollsspelare.
Han har tidigare spelat för GIF Sundsvall, han spelade för klubben i både Allsvenskan och Superettan. Han har även spelat för FC PoPa och Shkëndija.